# Милан Петков
Милан В. Петков е български революционер, деец на Върховния македоно-одрински комитет.

## Биография
Петков е роден в лозенградското село Кула, тогава в Османската империя, днес в Турция. Присъединява се към Върховния комитет. От 1905 до 1907 година е в четата на поручик Константин Настев в Горнождумайско. От 1909 до края на 1910 година е секретар на четата на Дончо Златков. От 1911 до 1912 година е окръжен войвода в Горноджумайско. Участва в Първата световна война. Негови другари са Коста Толев, Петър Бъндев, Климент Бъндев.